# Dinozaury gadziomiedniczne
Dinozaury gadziomiedniczne (Saurischia) – rząd dinozaurów, u których budowa miednicy przypominała tę u współczesnych gadów, gdzie obie kości łonowe są zwrócone w dół i do przodu, a kości kulszowe w dół i do tyłu, dla odróżnienia od ptasiomiednicznych. Pomimo nazwy, ptaki należą do dinozaurów gadziomiednicznych (ściślej: teropodów), a podobna budowa miednicy jest przykładem ewolucji równoległej.
Wśród gadziomiednicznych były formy zarówno mięsożerne jak i roślinożerne, zarówno dwunożne, jak i czworonożne.
Mięsożerne miały zęby zakrzywione ku tyłowi, ostre, bocznie spłaszczone, o trójkątnym kształcie z ząbkowanymi krawędziami, a u form roślinożernych zęby na ogół były tępe i słupkowate. Niektóre zaawansowane Saurischia były bezzębne.
Znane ze wszystkich kontynentów od późnego triasu do końca kredy.
Wśród teropodów były największe drapieżne zwierzęta lądowe, a wśród zauropodów największe zwierzęta roślinożerne, jakie kiedykolwiek żyły na ziemi.
Istnienie kladu, do którego należą teropody i zauropodomorfy, ale nieobejmującego dinozaurów ptasiomiednicznych zostało zakwestionowane przez Barona, Normana i Barretta (2017); z przeprowadzonej przez autorów analizy filogenetycznej wynika bowiem bliższe pokrewieństwo teropodów z dinozaurami ptasiomiednicznymi niż z zauropodomorfami. Autorzy zaproponowali nową definicję filogenetyczną Saurischia, definiując je jako największy (obejmujący najwięcej gatunków) klad, do którego należy Diplodocus carnegii, ale do którego nie należy Triceratops horridus. Według autorów do tak definiowanych dinozaurów gadziomiednicznych należą tylko zauropodomorfy i herrerazaury, natomiast nie obejmują one teropodów, które wraz z dinozaurami ptasiomiednicznymi należą do siostrzanej wobec Saurischia grupy Ornithoscelida. Langer i współpracownicy (2017) sprzeciwili się jednak takiemu przedefiniowaniu Saurischia; autorzy zdefiniowali Saurischia jako największy klad obejmujący rodzaje Megalosaurus i Cetiosaurus, ale nieobejmujący rodzaju Iguanodon. Z przeprowadzonych przez autorów analiz filogenetycznych wynika, że hipotezy filogenetyczne zakładające tradycyjny podział dinozaurów na gadziomiedniczne i ptasiomiedniczne, bliższe pokrewieństwo teropodów z dinozaurami ptasiomiednicznymi niż z zauropodomorfami oraz bliższe pokrewieństwo zauropodomorfów z dinozaurami ptasiomiednicznymi niż z teropodami są prawdopodobne w zbliżonym stopniu.

## Klasyfikacja
- Nadrząd: dinozaury
  - Rząd: dinozaury gadziomiedniczne (Saurischia)
    - Podrząd teropody (Theropoda)
    - Podrząd: zauropodomorfy (Sauropodomorpha)
      - Infrarząd prozauropody (Prosauropoda)
      - Infrarząd zauropody (Sauropoda)

|  | Saturnalia           |
|  |                      |
|  | ? Thecodontosauridae |
|  |                      |
|  | Prosauropoda         |
|  |                      |
|  | Zauropody            |
|  |                      |

|              | Spinosauroidea                                                |
|              |                                                               |
| Avetheropoda | \| \| Carnosauria \| \| \| \| \| \| Coelurosauria \| \| \| \| |
|              | \| \| Carnosauria \| \| \| \| \| \| Coelurosauria \| \| \| \| |
|              | Carnosauria                                                   |
|              |                                                               |
|              | Coelurosauria                                                 |
|              |                                                               |

|  | Carnosauria   |
|  |               |
|  | Coelurosauria |
|  |               |

|              | Spinosauroidea                                                |
|              |                                                               |
| Avetheropoda | \| \| Carnosauria \| \| \| \| \| \| Coelurosauria \| \| \| \| |
|              | \| \| Carnosauria \| \| \| \| \| \| Coelurosauria \| \| \| \| |
|              | Carnosauria                                                   |
|              |                                                               |
|              | Coelurosauria                                                 |
|              |                                                               |

|  | Carnosauria   |
|  |               |
|  | Coelurosauria |
|  |               |

|  | Saturnalia           |
|  |                      |
|  | ? Thecodontosauridae |
|  |                      |
|  | Prosauropoda         |
|  |                      |
|  | Zauropody            |
|  |                      |

|              | Spinosauroidea                                                |
|              |                                                               |
| Avetheropoda | \| \| Carnosauria \| \| \| \| \| \| Coelurosauria \| \| \| \| |
|              | \| \| Carnosauria \| \| \| \| \| \| Coelurosauria \| \| \| \| |
|              | Carnosauria                                                   |
|              |                                                               |
|              | Coelurosauria                                                 |
|              |                                                               |

|  | Carnosauria   |
|  |               |
|  | Coelurosauria |
|  |               |

|              | Spinosauroidea                                                |
|              |                                                               |
| Avetheropoda | \| \| Carnosauria \| \| \| \| \| \| Coelurosauria \| \| \| \| |
|              | \| \| Carnosauria \| \| \| \| \| \| Coelurosauria \| \| \| \| |
|              | Carnosauria                                                   |
|              |                                                               |
|              | Coelurosauria                                                 |
|              |                                                               |

|  | Carnosauria   |
|  |               |
|  | Coelurosauria |
|  |               |

## Przykłady

### Teropody
Tyranozaur, Allozaur, Albertozaur, Spinozaur, Baryonyks, Suchomim, Velociraptor, Utahraptor, Gallimim, Dromicejomim, Akrokantozaur, Dilofozaur, Giganotozaur, Owiraptor, Neowenator

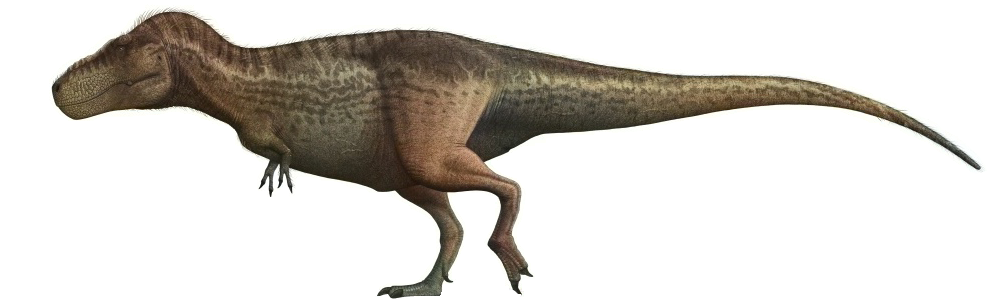
Rekonstrukcja tyranozaura

### Zauropodomorfy
Brachiozaur, Amficelias, Mamenchizaur, Barapazaur, Argentynozaur, Kamarazaur, Masospondyl, Diplodok, Apatozaur

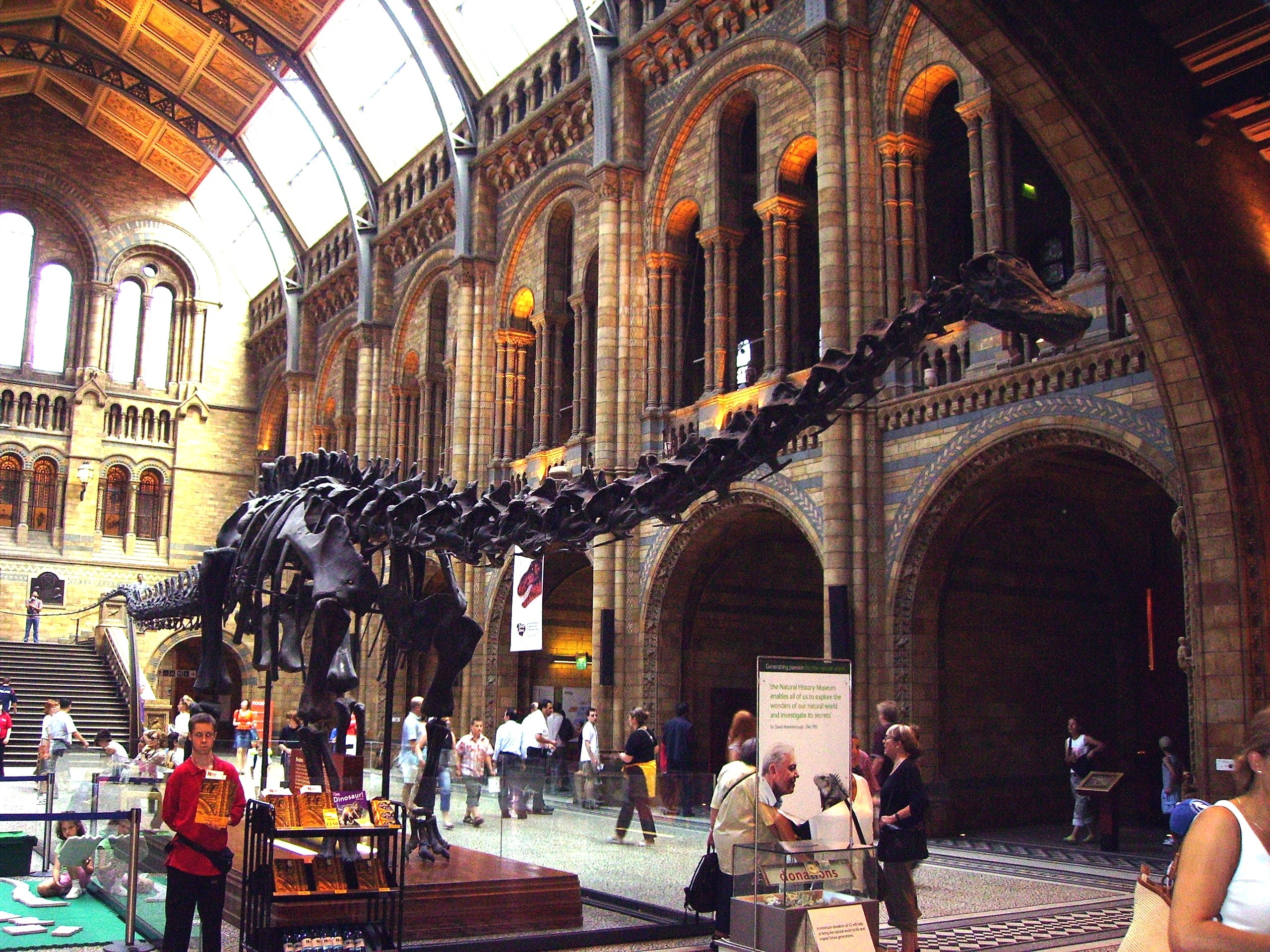
Szkielet Diplodoka
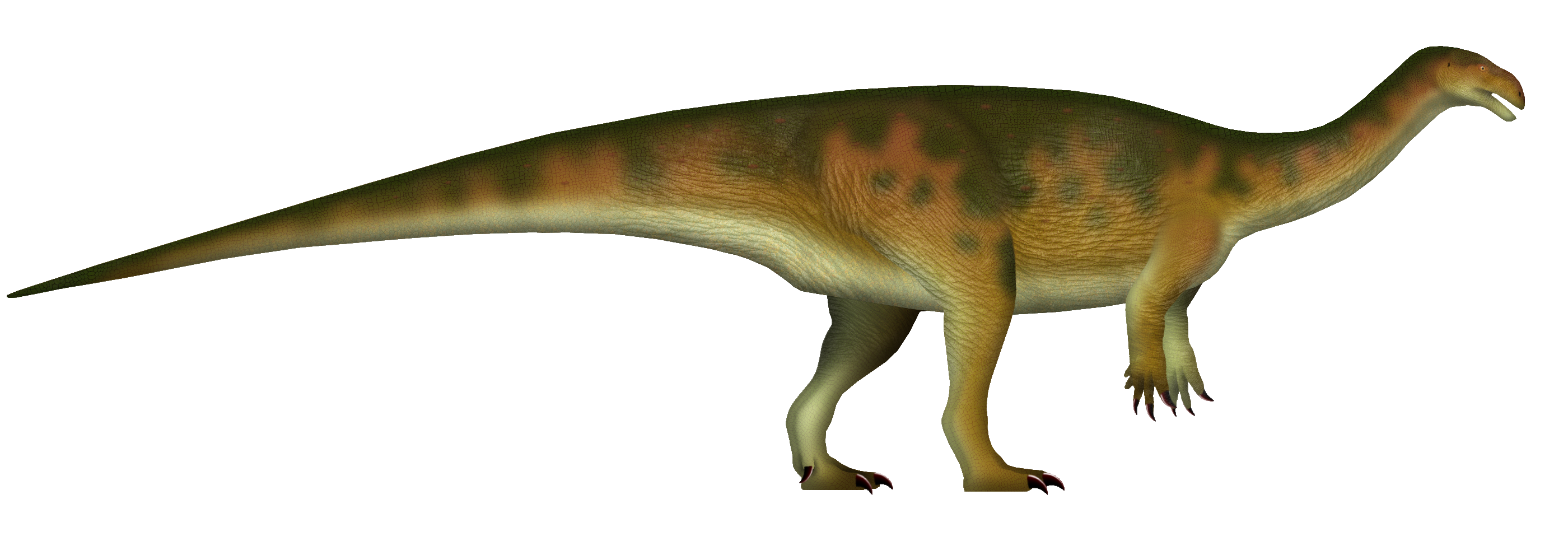
Plateozaur